# Jenny Maakal
Jenny Genoveva Maakal, née le 2 août 1913 à Rayton et morte le 15 septembre 2002 à Durban, est une nageuse sud-africaine.

## Biographie
Aux Jeux olympiques d'été de 1932 à Los Angeles, Jenny Maakal est médaillée de bronze sur 400 mètres nage libre, et termine sixième de la finale du 100 mètres nage libre.
Elle est aussi médaillée d'argent sur 440 yards nage libre et en relais 4 × 110 yards nage libre aux Jeux de l'Empire britannique 1934 à Londres.